# توماس ويلسون (لاعب كريكت بريطاني)
توماس ويلسون (1 أبريل 1849 - 4 يناير 1924) (بالإنجليزية: Thomas Wilson)‏ هو لاعب كريكت بريطاني.